# O’G3NE
O’G3NE, wcześniej występujący jako Lisa, Amy i Shelley – holenderski girls band założony w 2007 roku przez trzy siostry: Lisę, Amy i Shelley Vol. Reprezentantki Holandii w 5. Konkursie Piosenki Eurowizji Junior (2007), zwyciężczynie piątej edycji programu The Voice of Holland (2014), reprezentantki Holandii w 62. Konkursie Piosenki Eurowizji (2017).

## Historia zespołu

### Dzieciństwo
Zespół tworzą trzy siostry. Lisa Vol urodziła się 21 czerwca 1994 roku, a Amy i Shelley Vol – 18 października 1995 roku. Wszystkie trzy urodziły się w Dordrecht, a wychowały w Fijnaart.

### Kariera

#### 2007–2011: Konkurs Piosenki Eurowizji dla Dzieci,300%iSweet 16
Jesienią 2007 roku siostry zakwalifikowały się do stawki krajowych eliminacji eurowizyjnych Junior Songfestival 2007, do których zgłosiły się z utworem „Adem in, adem uit”. 22 września wystąpiły w pierwszym półfinale selekcji i awansowały do organizowanego dwa tygodnie później finału. Zdobyły w nim maksymalną liczbę 36 punktów od jurorów, dziecięcego jury oraz telewidzów, dzięki czemu wygrały, zostając reprezentantkami Holandii w 5. Konkursie Piosenki Eurowizji dla Dzieci organizowanym Rotterdamie. 8 grudnia wystąpiły jako dziesiąte w finale widowiska i zajęły ostatecznie jedenaste miejsce z 39 punktami na koncie.
W 2008 roku ukazała się debiutancka płyta studyjna girls bandu zatytułowana 300%. Album promowany był przez trzy single: „Adem in, adem uit”, „Zet ’m Oop!” i „Strand”. W połowie października 2011 roku premierę miała druga płyta studyjna wokalistek zatytułowana Sweet 16.

#### 2014–2016:The Voice of Holland
Po kilkuletniej przerwie w działalności muzycznej po wydaniu drugiej płyty studyjnej, jesienią 2014 roku trio wzięło udział w przesłuchaniach do piątej edycji programu The Voice of Holland. Wokalistki wystąpiły w eliminacjach pod nową nazwą – O’G3NE. Podczas przesłuchań w ciemno girls band zaśpiewał utwór „Emotion” z repertuaru grupy Bee Gees i zdobyły uznanie wszystkich jurorów, ostatecznie wybierając dołączenie do drużyny Marco Borsato. Wokalistki przeszły do odcinków emitowanych „na żywo” i doszły do finału, który odbył się 19 grudnia. Wykonały w nim trzy utwory, w tym m.in. autorską piosenkę „Magic”, i wygrały finał sezonu, zostając pierwszą grupą muzyczną, która tego dokonała w całej historii programu.

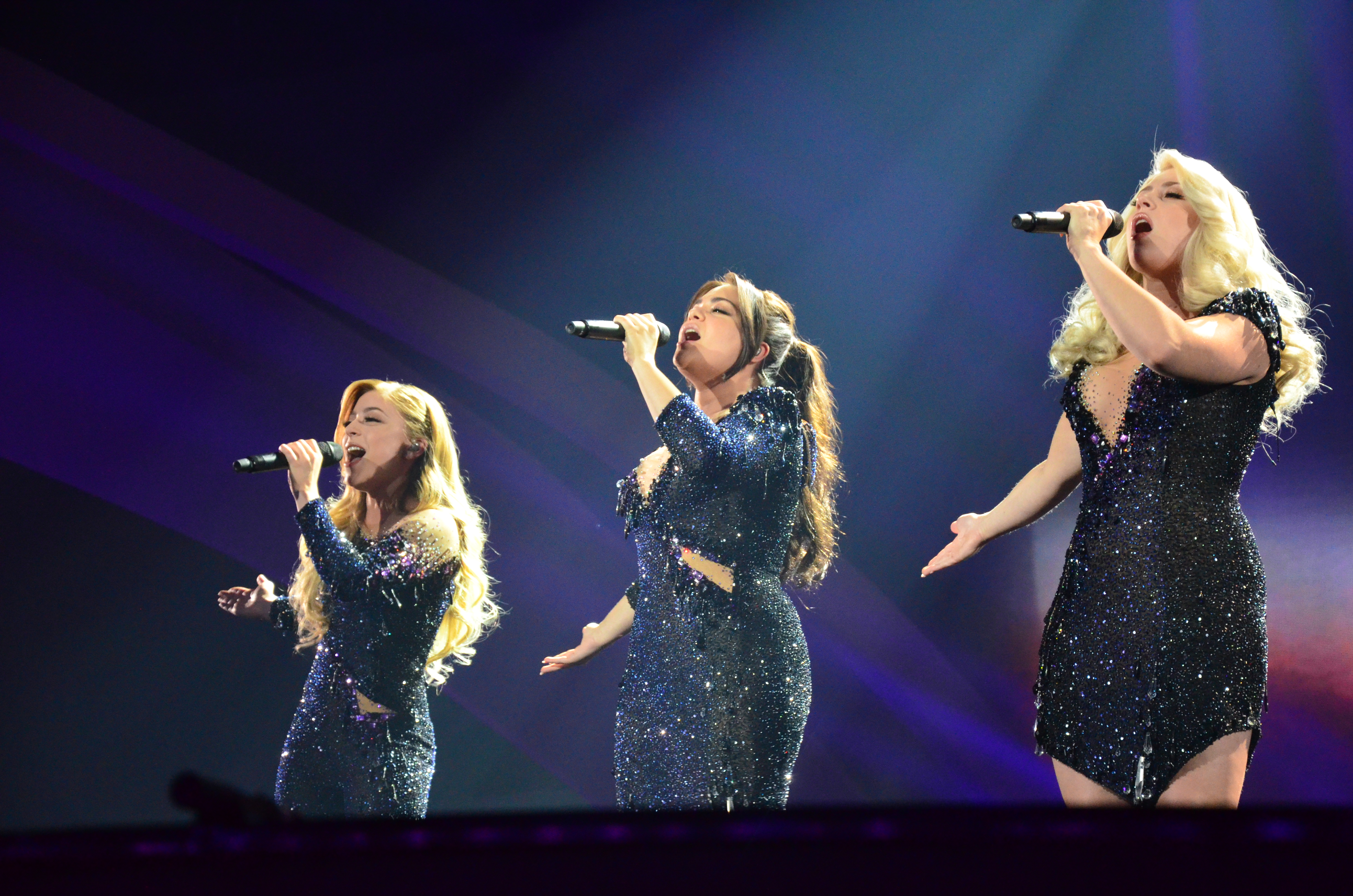
O’G3NE podczas prób do występu w 62. Konkursie Piosenki Eurowizji w Kijowie, maj 2017

W 2016 roku wzięły udział w programie De beste zangers van Nederland. 30 września tego samego roku ukazał się ich trzeci album studyjny zatytułowany We Got This, który dotarł do pierwszego miejsca listy najczęściej kupowanych płyt w Holandii.

#### Od 2017: Konkurs Piosenki Eurowizji
W październiku 2016 roku trio potwierdziło, że będzie reprezentowało Holandię w 62. Konkursie Piosenki Eurowizji organizowanym w Kijowie. 3 marca 2017 roku opublikowano pełną wersję ich konkursowego utworu „Lights and Shadows”, który napisały we współpracy ze swoim ojcem oraz partnerem Shelley. 11 maja trio wystąpiło w drugim półfinale konkursu i z czwartego miejsca awansowało do finału rozgrywanego 13 maja. Zajęło w nim jedenaste miejsce ze 150 punktami na koncie w tym 15 punktów od telewidzów (19. miejsce) i 135 pkt. od jurorów (5. miejsce).

## Dyskografia

### Albumy studyjne
- 300% (2007)
- Sweet 16 (2011)
- We Got This (2016)